# Francesco Albizzi
Francesco Albizzi, även Francesco degli Albizzi, född 24 oktober 1593 i Cesena, död 5 oktober 1684 i Rom, var en italiensk kardinal.

## Biografi
Francesco Albizzi var son till Tomaso (Maso) Albizzi och Francesca Funetti. Han studerade vid Bolognas universitet, där han blev iuris utriusque doctor. Den 9 januari 1614 gifte sig Albizzi med Violante Martinelli; paret fick fem barn. Hustrun avled 1623 och året därpå prästvigdes Albizzi. Han var senare refendarieråd vid Apostoliska signaturan.
Den 2 mars 1654 upphöjde påve Innocentius X Albizzi till kardinalpräst med Santa Maria in Via som titelkyrka. Han kom att delta i fyra konklaver: 1655, 1667, 1669–1670 samt 1676. Han avslutade sitt kardinalskap som kardinalpräst av Santa Prassede.
Kardinal Albani avled i Rom år 1684 och är begravd i Santa Maria in Traspontina. Hans byst är utförd av Domenico Guidi och Vincenzo Felici.

## Bilder

Kardinal Albizzis titelkyrkor
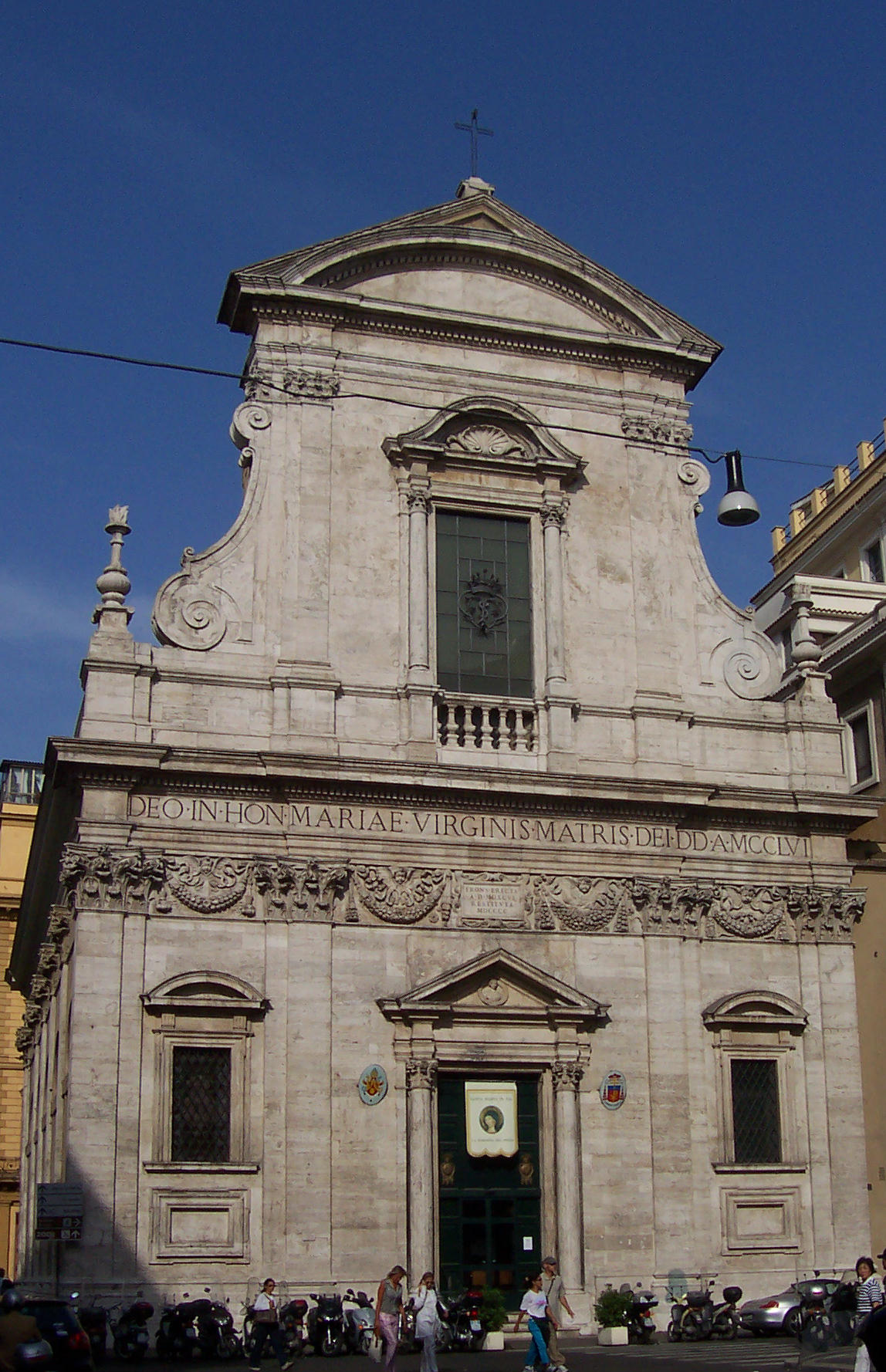
Santa Maria in Via.
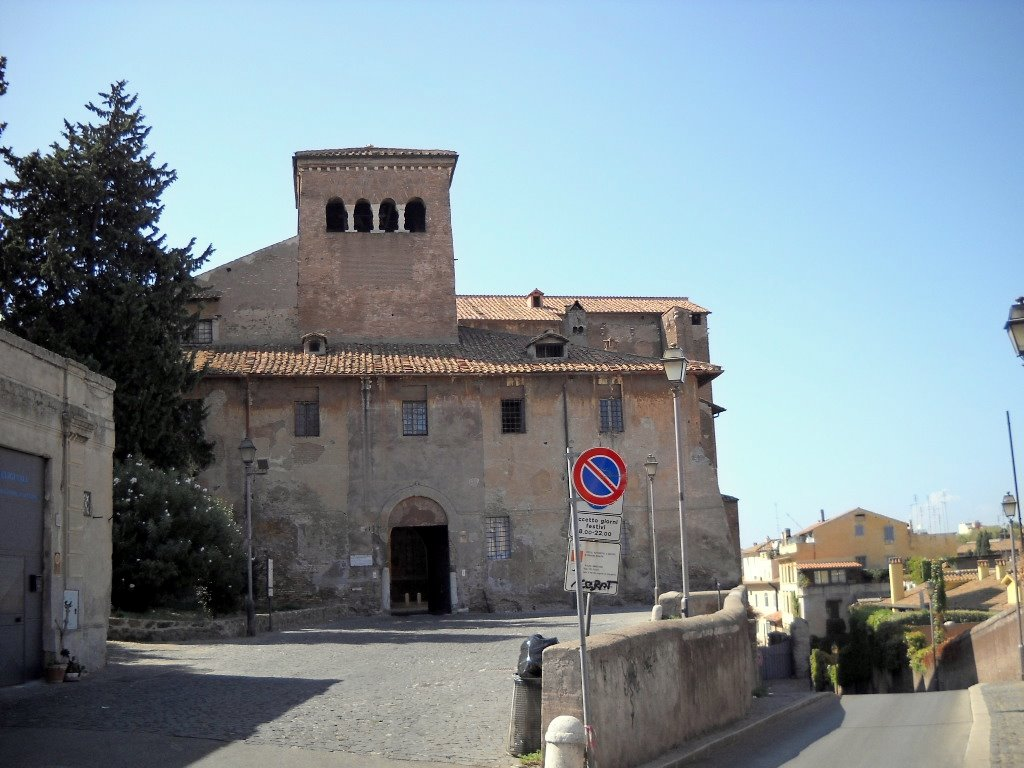
Santi Quattro Coronati.
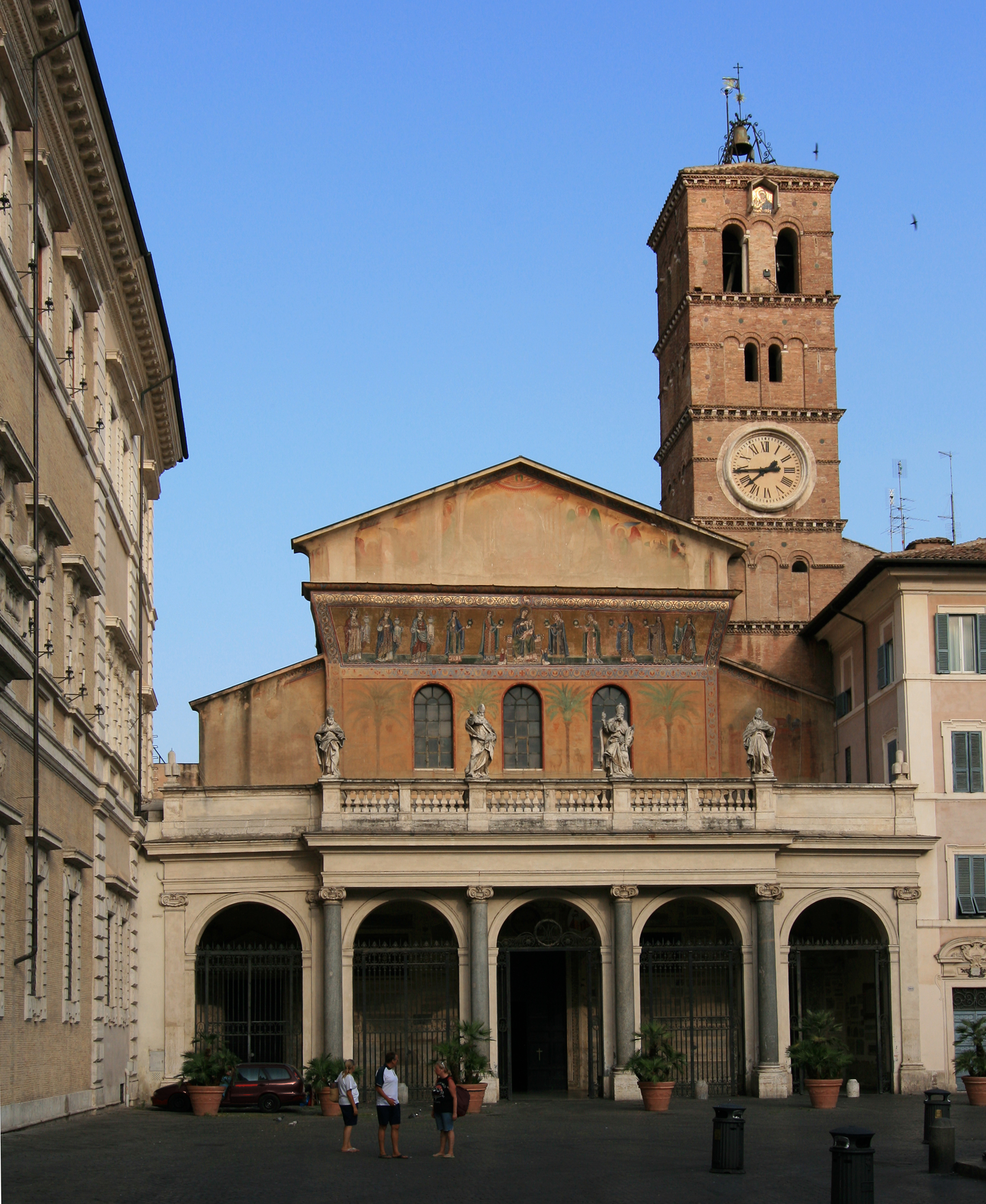
Santa Maria in Trastevere.
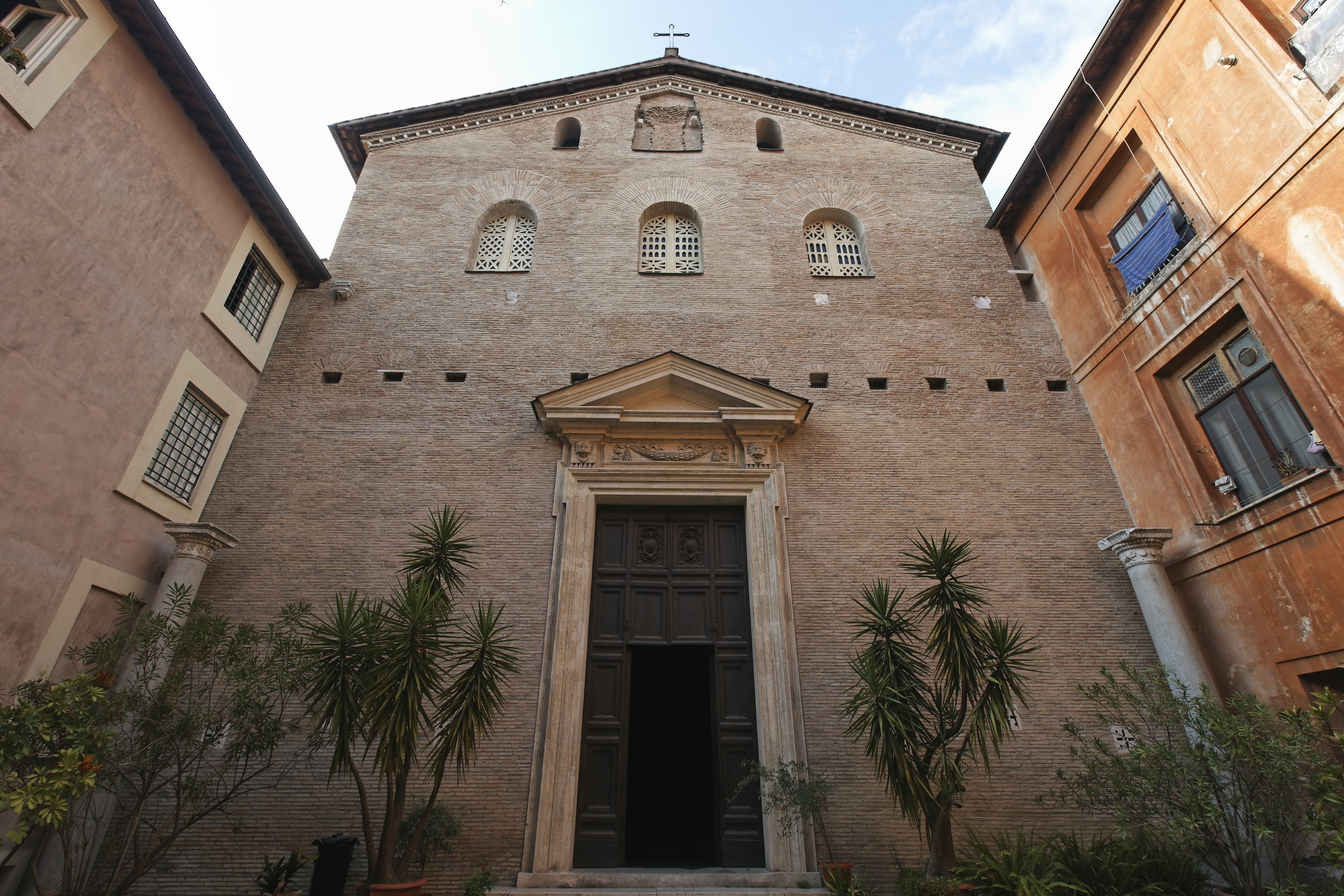
Santa Prassede.

### Fotnoter
1. ↑  ”Guidi Domenico / Felici Vincenzo, Ritratto del cardinale Francesco Albizzi” (på italienska). Fondazione Federico Zeri – Università di Bologna. Arkiverad från originalet den 25 juni 2018. https://www.webcitation.org/70R2vAYzf?url=http://catalogo.fondazionezeri.unibo.it/scheda.v2.jsp?tipo_scheda=OA. Läst 25 juni 2018.

### Webbkällor
- ”ALBIZZI, Francesco (1593–1684)” (på engelska). The Cardinals of the Holy Roman Church. Salvador Miranda. Arkiverad från originalet den 25 juni 2018. https://www.webcitation.org/70R3LfKOk?url=http://webdept.fiu.edu/~mirandas/bios1654.htm#Albizzi. Läst 25 juni 2018.
- ”Francesco Cardinal Albizzi” (på engelska). Catholic Hierarchy. Arkiverad från originalet den 25 juni 2018. https://www.webcitation.org/70R3P6jL6?url=http://www.catholic-hierarchy.org/bishop/balbiz.html. Läst 25 juni 2018.
- Monticone, Alberto (1960). ”ALBIZZI, Francesco” (på italienska). Dizionario Biografico degli Italiani – Volume 2. Treccani. Arkiverad från originalet den 25 juni 2018. https://www.webcitation.org/70R3WQc6w?url=http://www.treccani.it/enciclopedia/francesco-albizzi_(Dizionario-Biografico)/. Läst 25 juni 2018.